# Gravity (canción de Zlata Ognevich)
«Gravity» es un sencillo de la cantante ucraniana Zlata Ognevich con la que representó a Ucrania en el Festival de la Canción de Eurovisión 2013 celebrado en Malmö, Suecia. La canción está compuesta por los compositores Mikhail Nekrasov y Karen Kavaleryan. La canción logró clasificarse en la primera semifinal de la competición el 14 de mayo de 2013 y consiguió el tercer puesto en la final del 18 de mayo de 2013, con 214 puntos.

## Listas de éxitos
| Lista                                       | Mejor posición |
| ------------------------------------------- | -------------- |
| Bélgica (Flandes) (Ultratip Bubbling Under) | 51             |
| Países Bajos (Mega Single Top 100)          | 50             |
| Ukraine (TopHit)                            | 1              |
| Reino Unido (UK Indie Chart)                | 29             |